# اسپارتا (میزوری)
اسپارتا (به انگلیسی: Sparta) یک شهر در ایالات متحده آمریکا است که در شهرستان کریستین، میزوری واقع شده‌است. اسپارتا ۳٫۲۱ کیلومتر مربع مساحت و ۱٬۷۵۶ نفر جمعیت دارد و ۴۲۸ متر بالاتر از سطح دریا واقع شده‌است.